# Jack Guzman
Jack Guzman, właśc. Joaquin Alberto Guzman (ur. 21 czerwca 1978 w Barranquilli) – kolumbijsko-amerykański aktor filmowy i telewizyjny, znany głównie z roli Danny'ego Delgado w serialu Power Rangers Wild Force.